# Kappa Coronae Borealis
Désignations
Kappa Coronae Borealis (κ Coronae Borealis / κ CrB) est une étoile de la constellation de la Couronne boréale. Elle est visible à l'œil nu avec une magnitude apparente de 4,82. D'après la mesure de sa parallaxe annuelle par le satellite Gaia, elle est distante de ∼ 98 a.l. (∼ 30 pc) de la Terre. Elle se rapproche du Système solaire à une vitesse radiale de −25 km/s. C'est une étoile sous-géante qui possède au moins une exoplanète connue, ainsi qu'un disque de débris.

## Propriétés
Kappa Coronae Borealis est classée comme une étoile sous-géante orange de type spectral K1IVa, ce qui signifie qu'elle a épuisé les réserves en hydrogène de son cœur et qu'elle a commencé à évoluer pour devenir une géante. Alternativement, on a pu lui attribuer un type spectral de K0III-IV, indiquant que son spectre mélangerait des traits entre ceux d'une sous-géante et ceux d'une étoile géante. Elle est 1,32 fois plus massive que le Soleil et son rayon est 4,8 fois plus grand que le rayon solaire. Elle est 11,6 fois plus lumineuse que le Soleil et sa température de surface est de 4 870 K. L'étoile est âgée d'environ 2,5 milliards d'années et elle a passé la plus grande partie de sa vie comme une étoile blanche de la séquence principale (donc de type A).

## Disque de débris
Kappa Coronae Borealis possède un disque de débris circumstellaire qui a directement été imagé par le télescopa spatial Herschel et dont la découverte a été annoncée en mars 2013. C'était ainsi la première fois qu'un tel disque orbitant une sous-géante était découvert. Il s'étend de 50 à 180 ua voire  280 ua selon la méthode d'observation et la masse de la poussière est estimée à 0,016 M⊕.

## Système planétaire
En octobre 2007, une planète géante a été mise en évidence par Johnson et al. en utilisant la méthode des vitesses radiales, puis elle a été indépendamment confirmée en 2012. Sa masse minimale est de 1,8 MJ et elle orbite autour de l'étoile selon une période de révolution de 1 285 jours (3,52 ans) et avec une excentricité de 0,17.
La grande étendue du disque de débris suggère la présence d'une seconde planète dans le système, soit à l'intérieur de celui-ci, soit au milieu de deux ceintures qui seraient en fait plus étroites. Une possible variation à longue terme de 17 ans dans la vitesse radiale de l'étoile, ainsi que la présence d'une cavité visible à l'intérieur du disque dans les longueurs d'onde millimétriques sont compatibles avec la présence d'un deuxième compagnon en orbite.
| Planète | Masse              | Demi-grand axe (ua) | Période orbitale (jours) | Excentricité  | Inclinaison | Rayon |
| ------- | ------------------ | ------------------- | ------------------------ | ------------- | ----------- | ----- |
| b       | ≥ 1,811 ± 0,057 MJ | 2,65 ± 0,13         | 1 285 ± 14               | 0,167 ± 0,032 |             |       |